# 薩蒂波
薩蒂波（西班牙語：Satipo），是秘魯的城鎮，位於該國中部胡寧大區，是薩蒂波省的首府，海拔高度628米，2005年人口10,052。1945年該城鎮發生地震，造成超過200人喪生。
11°15′15.22″S 74°38′12.25″W / 11.2542278°S 74.6367361°W